# Беляковский переулок
Беляковский переулок — улица в Центральном районе Твери. Находится в исторической части города Затьмачье. Проходит от улицы Брагина до Краснофлотской набережной.

## Расположение
Беляковский переулок начинается от улицы Брагина недалеко от Тьмаки и продолжается в северо-западном направлении параллельно переулку Трудолюбия. Пересекает улицу Троицкую, Бебеля, Софьи Перовской и Учительскую, после чего поворачивает и переходит в Краснофлотскую набережную. От Беляковского переулка отходят улицы 2-я Пухальского, Роговик, Веры Бонч-Бруевич и Достоевского.
Общая протяжённость Беляковского переулка составляет более 1,3 км.

## История
Беляковский переулок возник во время регулярной планировки района Затьмачье в 1770-х годах как его западная граница. Изначально назывался Петровским переулком, происхождение названия неизвестно. Затем стал называться Предтеченским переулком по расположенному в конце его храму Иоанна Предтечи.
Застраивался одно- и двухэтажными деревянными домами, изначально только с чётной стороны). В XIX — начале XX века постепенно была застроена нечётная сторона. В 1893 году конец чётной стороны (от Роговика) занял лесопильный завод Башилова.
В 1902 году от переулка через реку Тьмака был построен металлический мост с деревянным покрытием. В 1941 году был разрушен. В 1960-х годах на прежних опорах был построен пешеходный железобетонный мост.
В 1919 году советские власти переименовали переулок в честь солдата Белякова, убитого за неотдание чести во время Февральской революции.
В 1950-х годах были построены два двухэтажных жилых кирпичных дома № 30 и 32. В 1960-х годах были построены жилая четырёхэтажка № 40 и детский сад № 38.

## Здания и сооружения
Здания и сооружения переулка, являющиеся объектами культурного наследия:
- Дом 2 — Дом врача Н. М. Павлова — явочная квартира революционеров;
- Дом 46 — Храм Иоанна Предтечи — памятник архитектуры.